# Zdobycie Malty (218 p.n.e.)
Zdobycie Malty – udana inwazja na kartagińską wyspę Maltę (wtedy znaną jako Maleth, Melite lub Melita) przez siły rzymskie pod dowództwem Tyberiusza Semproniusza Longusa na wczesnym etapie II wojny punickiej w 218 p.n.e.

## Tło
Malta należała do Kartaginy od 480 p.n.e. W 257 p.n.e. podczas I wojny punickiej wyspa doznała niszczycielskiego najazdu armii rzymskiej pod dowództwem Gaiusa Atiliusa Regulusa Serranusa, ale pozostała pod rządami Kartaginy.
Kiedy w 218 p.n.e. wybuchła II wojna punicka, garnizon kartagiński, złożony z około 2000 ludzi pod dowództwem Hamilkara, syna Giskona stacjonowały na Wyspach Maltańskich. Pomimo porażki Kartaginy w bitwie pod Lilybaeum Rzymianie obawiali się, że na Sycylii może wybuchnąć rewolta kierowana przez Kartagińczyków. Aby temu zapobiec, Malta – najbliższa Sycylii baza Kartaginy – musiała zostać zdobyta.

## Zdobycie wyspy
Konsul rzymski Tyberiusz Semproniusz Longus miał pod swoim dowództwem ponad 26 000 ludzi i wypłynął swoją flotą z Lilybaeum w celu zdobycia Malty. Bez większego oporu Hamilkar poddał główne miasto wyspy, Melite, i swój garnizon mającym olbrzymią przewagę liczebną Rzymianom. Po kilku dniach flota wróciła do Lilybaeum, gdzie schwytanych (z wyjątkiem arystokratów) sprzedano jako niewolników.

## Analiza
Głównym źródłem o inwazji jest relacja Tytusa Liwiusza. Rola maltańskich mieszkańców podczas najazdu jest niejasna, a niektórzy historycy sugerują, że mogli oni oddać kartagiński garnizon w ręce Rzymian. Wyspy nie były w stanie oprzeć się inwazji, a poddanie się bez walki było korzystne dla ludności, ponieważ uchroniło wyspy przed zniszczeniem, jednocześnie dając możliwości uzyskania w przyszłości korzyści ekonomicznych.
Dowody archeologiczne wskazują na znaczną ciągłość demograficzną między okresami rządów Kartaginy i Rzymu na Malcie. Wyspy Maltańskie otrzymały pod rządami rzymskimi pewien stopień autonomii, prawdopodobnie jako nagrodę za pomoc wyspiarzy w zajęciu wysp.